# لارجنت (ویرجینیای غربی)
لارجنت (به انگلیسی: Largent) یک منطقهٔ مسکونی در ایالات متحده آمریکا است که در شهرستان مورگان، ویرجینیای غربی واقع شده‌است.